# Pierre Fremaut
Pierre Fremaut (auch: Pierre Fremeaux oder Fremault, * 1594 in Leiden; † 20. November 1661 in Emden) (latinisiert: Petrus Fremautius) war ein reformierter Theologe, Pfarrer und Schriftsteller in Köln und Emden.

## Leben
Die Familie Fremaut stammt aus Lille. Der Vater Fabian Fremaut († nach 1622) war Zimmermann und Holzhändler und mit Marie Deschein verheiratet. Vermutlich in Folge der Protestantenverfolgung siedelten beide nach Leiden über. Dort wurde deren Sohn Pierre geboren, der sich in Leiden zum Prediger ausbilden ließ. Er predigte dann in der wallonischen Kirchengemeinde, die in Köln im Untergrund lebte. Er hatte gute Verbindungen in umliegende Gemeinden, so auch zu Paul Toussain, der an der Universität Heidelberg lehrte.
Am 6. Juli 1626 erhielt er ein Angebot der Emder französisch-reformierten Gemeinde. Er sollte dort Nachfolger des Pastors Robert Immen werden, der nach Altona abgeworben wurde. Am 21. August 1626 erreichte er Emden, wo er für die nächsten 35 Jahre verblieb. Er wurde 1643 ein Gründungsmitglied der Grönländischen Compagnie. Diese war die erste Walfanggesellschaft im Deutschen Reich. Als Pastor kümmerte sich Fremaut auch um die Seeleute auf diesen Schiffen. Ein Teil der Gewinne der Gesellschaft kam den Armen der Stadt zugute.
Ab 1648 veröffentlichte er einige Bücher. Am 10. September 1651 starb dann einer seiner Söhne bei einem schweren Schiffsunglück; beim Stapellauf war ein Schiff gekentert, zahlreiche Schaulustige, die sich auf dem Schiff befanden, sind dabei ertrunken. Fremaut verarbeitete seine Trauer in einem Trostbuch, er veröffentlichte es erfolgreich im Jahr 1652. Anschließend schrieb er noch über die Kirchen- und Reformationsgeschichte sowie ein sehr erfolgreiches Märtyrerbuch.
Nach seinem Tod wurde sein Sohn Philipp sein Nachfolger als Pfarrer der Gemeinde in Emden.

## Familie
Er heiratete am 16. August 1624 in Hanau Anna Tossanus (* 11. Juni 1604), eine Tochter des Theologen Paul Tossanus. Das Paar hatte mehrere Kinder:
- Anna (* 8. Oktober 1625) ⚭ 24. April 1650 Jacobus Swarte (begraben 27. Oktober 1669)[2], Pastor in Oldersum
- Sara (* 16. Mai 1628) ⚭ N.N. van Snetten
- Pierre (Petrus) (* 2. November 1629), Prediger und Borssum und Jarßum[3]
- Jean (Johannes) (* 4. Juni 1631), studierte Theologie
- Paul (* 9. Januar 1633; † jung)
- Maria (* 13. Juni 1634; † jung)
- Een (* 15. Oktober 1635; † jung)
- Frederik (* 5. Oktober 1636; † jung)
- Paul (* 8. November 1638)
- Philipp (* 13. Juni 1644), Prediger im Emden ⚭ Elisabeth Dieriks
- Daniel (* 10. Februar 1642; † 4. Oktober 1711), Kaufmann in Danzig ⚭ Maria Sittert

## Werke
- 1648, Gods Ondergericht in aller Menschen Herten, Digitalisat
- 1657, Traité de la reformation et de la delivrance de Veglise; Erschien 1658 auf holländisch unter dem Titel Anvang Voortgang en Afgang des Pausdonis
- 1652, Gods Toel Steeu tot beproevinge van Jobs Lydsemheit
- 1660, Acles heroiques des Martyrs, Erschien 1671 auf holländisch mit dem Titel Gedenkweerdige Spreuken der Martelaaren
- Een tractaet nopende de reformatie van de kerke Digitalisat